# Wjatschaslau Skudny
Wjatschaslau Skudny (belarussisch Вячаслаў Скудны; * 9. November 1998) ist ein belarussischer Langstrecken- und Hindernisläufer.

## Sportliche Laufbahn
Erste internationale Erfahrungen sammelte Wjatschaslau Skudny im Jahr 2019, als er bei den U23-Europameisterschaften in Gävle im Hindernislauf mit 9:10,79 min im Vorlauf ausschied. Im Dezember nahm er an den Crosslauf-Europameisterschaften in Lissabon teil, konnte dort aber sein Rennen in der U23-Wertung nicht beenden.
2020 wurde Skudny belarussischer Meister im 5000-Meter-Lauf sowie über 3000 m Hindernis. Zudem siegte er 2020 in der Halle im 3000-Meter-Lauf sowie im Hindernislauf und 2021 erneut im Hindernislauf. 2022 siegte er im 800-Meter-Lauf sowie über 3000 m Hindernis.

## Persönliche Bestleistungen
- 800 Meter: 1:50,53 min, 30. Juni 2021 in Brest
  - 800 Meter (Halle): 1:50,49 min, 26. Februar 2022 Mahiljou
- 1500 Meter: 3:43,48 min, 29. Juni 2021 in Brest
  - 1500 Meter (Halle): 3:44,6 min, 17. Januar 2022 in Mahiljou
- 3000 Meter: 8:07,12 min, 17. Juli 2020 in Brest
  - 3000 Meter (Halle): 8:09,5 min, 15. Januar 2021 in Mahiljou
- 5000 Meter: 14:09,01 min, 2. August 2020 in Minsk
- 3000 m Hindernis: 8:39,94 min, 20. Juni 2021 in Cluj-Napoca
  - 3000 m Hindernis (Halle): 8:36,26 min, 21. Februar 2020 in Mahiljou